# Biegi narciarskie na Mistrzostwach Świata w Narciarstwie Klasycznym 1985
Zawody w biegach narciarskich na XXII Mistrzostwach świata w narciarstwie klasycznym odbyły się w dniach 16 lutego – 27 lutego 1985 w austriackim Seefeld in Tirol.

## Terminarz
| Data           | Miejscowość      | Konkurencja                                           | Złoto                                                                            | Srebro                                                                           | Brąz                                                                    |
| -------------- | ---------------- | ----------------------------------------------------- | -------------------------------------------------------------------------------- | -------------------------------------------------------------------------------- | ----------------------------------------------------------------------- |
| 18 lutego 1985 | Seefeld in Tirol | Bieg indywidualny mężczyzn na 30 km stylem klasycznym | Gunde Svan                                                                       | Ove Aunli                                                                        | Harri Kirvesniemi                                                       |
| 19 lutego 1985 | Seefeld in Tirol | Bieg indywidualny kobiet na 10 km stylem klasycznym   | Anette Bøe                                                                       | Marja-Liisa Kirvesniemi                                                          | Grete Ingeborg Nykkelmo                                                 |
| 21 lutego 1985 | Seefeld in Tirol | Bieg indywidualny kobiet na 5 km stylem klasycznym    | Anette Bøe                                                                       | Marja-Liisa Kirvesniemi                                                          | Grete Ingeborg Nykkelmo                                                 |
| 22 lutego 1985 | Seefeld in Tirol | Bieg indywidualny mężczyzn na 15 km stylem klasycznym | Kari Härkönen                                                                    | Thomas Wassberg                                                                  | Maurilio De Zolt                                                        |
| 22 lutego 1985 | Seefeld in Tirol | Bieg sztafetowy kobiet stylem klasycznym              | ZSRR · Tamara Tichonowa · Raisa Smietanina · Lilia Wasilczenko · Anfisa Romanowa | Norwegia · Anette Bøe · Anne Jahren · Grete Ingeborg Nykkelmo · Berit Aunli      | NRD · Manuela Drescher · Gaby Nestler · Antje Misersky · Ute Noack      |
| 24 lutego 1985 | Seefeld in Tirol | Bieg sztafetowy mężczyzn stylem klasycznym            | Norwegia · Arild Monsen · Pål Gunnar Mikkelsplass · Tor Håkon Holte · Ove Aunli  | Włochy · Marco Albarello · Giorgio Vanzetta · Maurilio De Zolt · Giuseppe Ploner | Szwecja · Erik Östlund · Thomas Wassberg · Thomas Eriksson · Gunde Svan |
| 26 lutego 1985 | Seefeld in Tirol | Bieg indywidualny kobiet na 20 km stylem klasycznym   | Grete Ingeborg Nykkelmo                                                          | Brit Pettersen                                                                   | Anette Bøe                                                              |
| 27 lutego 1985 | Seefeld in Tirol | Bieg indywidualny mężczyzn na 50 km stylem klasycznym | Gunde Svan                                                                       | Maurilio De Zolt                                                                 | Ove Aunli                                                               |

## Wyniki zawodów

### Mężczyźni

#### 15 km techniką klasyczną
- Data 22 lutego 1985

| Medal | Zawodnik             | Narodowość | Wynik   |
| ----- | -------------------- | ---------- | ------- |
|       | Kari Härkönen        | Finlandia  | 40:42,7 |
|       | Thomas Wassberg      | Szwecja    | 40:56,0 |
|       | Maurilio De Zolt     | Włochy     | 41:27,2 |
| 4     | Giorgio Vanzetta     | Włochy     | 41:33,2 |
| 5     | Gunde Svan           | Szwecja    | 41:47,4 |
| 6     | Harri Kirvesniemi    | Finlandia  | 41:57,4 |
| 7     | Arild Monsen         | Norwegia   | 42:03,6 |
| 8     | Nikołaj Zimiatow     | ZSRR       | 42:12,8 |
| 9     | Ove Aunli            | Norwegia   | 42:18,5 |
| 10    | Andreas Grünenfelder | Szwajcaria | 42:23,6 |
| ...   |                      |            |         |
| 50    | Józef Łuszczek       | Polska     | 46:01,9 |

#### 30 km techniką klasyczną
- Data 18 lutego 1985

| Medal | Zawodnik                | Narodowość | Wynik     |
| ----- | ----------------------- | ---------- | --------- |
|       | Gunde Svan              | Szwecja    | 1:18:24,1 |
|       | Ove Aunli               | Norwegia   | 1:18:49,1 |
|       | Harri Kirvesniemi       | Finlandia  | 1:19:00,2 |
| 4     | Thomas Wassberg         | Szwecja    | 1:19:03,3 |
| 5     | Kari Härkönen           | Finlandia  | 1:19:04,4 |
| 6     | Aki Karvonen            | Finlandia  | 1:19:42,9 |
| 7     | Giorgio Vanzetta        | Włochy     | 1:19:52,0 |
| 8     | Pål Gunnar Mikkelsplass | Norwegia   | 1:20:17,6 |
| 9     | Giuseppe Ploner         | Włochy     | 1:28:27,2 |
| 10    | Konrad Hallenbarter     | Szwajcaria | 1:20:49,0 |
| ...   |                         |            |           |
| 44    | Józef Łuszczek          | Polska     | ?         |

#### 50 km techniką klasyczną
- Data 27 lutego 1985

| Medal | Zawodnik          | Narodowość     | Wynik     |
| ----- | ----------------- | -------------- | --------- |
|       | Gunde Svan        | Szwecja        | 2:10:49,9 |
|       | Maurilio De Zolt  | Włochy         | 2:11:52,6 |
|       | Ove Aunli         | Norwegia       | 2:12:37,7 |
| 4     | Kari Härkönen     | Finlandia      | 2:13:17,5 |
| 5     | Miloš Bečvář      | Czechosłowacja | 2:13:33,5 |
| 6     | Torgny Mogren     | Szwecja        | 2:13:34,9 |
| 7     | Harri Kirvesniemi | Finlandia      | 2:13:47,2 |
| 8     | Władimir Sachnow  | ZSRR           | 2:14:02,2 |
| 9     | Tor Håkon Holte   | Norwegia       | 2:14:23,7 |
| 10    | Uwe Bellmann      | NRD            | 2:14:25,5 |

#### Sztafeta 4×10km
- Data 24 lutego 1985

| Medal | Zawodnik                                                            | Narodowość     | Wynik     |
| ----- | ------------------------------------------------------------------- | -------------- | --------- |
|       | Arild Monsen Pål Gunnar Mikkelsplass Tor Håkon Holte Ove Aunli      | Norwegia       | 1:52:21,0 |
|       | Marco Albarello Giorgio Vanzetta Maurilio De Zolt Giuseppe Ploner   | Włochy         | 1:52:27,5 |
|       | Erik Östlund Thomas Wassberg Thomas Eriksson Gunde Svan             | Szwecja        | 1:52:40,4 |
| 4     | Aki Karvonen Veijo Hämäläinen Harri Kirvesniemi Kari Härkönen       | Finlandia      | 1:53:01,8 |
| 5     | Konrad Hallenbarter Giachem Guidon Joos Ambühl Andreas Grünenfelder | Szwajcaria     | 1:53:57,7 |
| 6     | Aleksandr Batiuk Nikołaj Zimiatow Władimir Smirnow Jurij Burłakow   | ZSRR           | 1:54:29,7 |
| 7     | Andreas Gumpold Alois Stadlober André Blatter Franz Gattermann      | Austria        | 1:55:48,3 |
| 8     | Milan Blaško Miloš Bečvář Pavel Benc Petr Lisičan                   | Czechosłowacja | 1:56:28,0 |

### Kobiety

#### 5 km techniką klasyczną
- Data 21 lutego 1985

| Medal | Zawodnik                | Narodowość     | Wynik   |
| ----- | ----------------------- | -------------- | ------- |
|       | Anette Bøe              | Norwegia       | 15:14,8 |
|       | Marja-Liisa Kirvesniemi | Finlandia      | 15:25,1 |
|       | Grete Ingeborg Nykkelmo | Norwegia       | 15:26,6 |
| 4     | Berit Aunli             | Norwegia       | 15:33,5 |
| 5     | Anne Jahren             | Szwecja        | 15:34,1 |
| 6     | Věra Klimková           | Czechosłowacja | 15:36,7 |
| 7     | Britt Pettersen         | Norwegia       | 15:37,0 |
| 8     | Raisa Smietanina        | ZSRR           | 15:45,8 |
| 9     | Evi Kratzer             | Szwajcaria     | 15:50,6 |
| 10    | Marie Risby             | Szwecja        | 16:01,6 |

#### 10 km techniką dowolną
- Data 19 lutego 1985

| Medal | Zawodnik                | Narodowość     | Wynik   |
| ----- | ----------------------- | -------------- | ------- |
|       | Anette Bøe              | Norwegia       | 30:54,8 |
|       | Marja-Liisa Kirvesniemi | Finlandia      | 30:56,2 |
|       | Grete Ingeborg Nykkelmo | Norwegia       | 30:58,0 |
| 4     | Raisa Smietanina        | ZSRR           | 31:05,4 |
| 5     | Anne Jahren             | Norwegia       | 31:19,1 |
| 6     | Berit Aunli             | Norwegia       | 31:19,4 |
| 7     | Julia Szamszurina       | ZSRR           | 31:25,4 |
| 8     | Guidina Dal Sasso       | Włochy         | 31:45,4 |
| 9     | Věra Klimková           | Czechosłowacja | 31:50,0 |
| 10    | Marie Risby             | Szwecja        | 32:03,6 |

#### 20 km techniką klasyczną
- Data 26 lutego 1985

| Medal | Zawodnik                | Narodowość     | Wynik     |
| ----- | ----------------------- | -------------- | --------- |
|       | Grete Ingeborg Nykkelmo | Norwegia       | 59:19,1   |
|       | Brit Pettersen          | Norwegia       | 59:37,5   |
|       | Anette Bøe              | Norwegia       | 59:43,5   |
| 4     | Berit Aunli             | Norwegia       | 1:00:05,8 |
| 5     | Anfisa Romanowa         | ZSRR           | 1:00:22,1 |
| 6     | Marie Risby             | Szwecja        | 1:00:40,6 |
| 7     | Raisa Smietanina        | ZSRR           | 1:01:02,6 |
| 8     | Lilija Wasilczenko      | ZSRR           | 1:01:10,2 |
| 9     | Julija Stiepanowa       | ZSRR           | 1:01:32,1 |
| 10    | Věra Klimková           | Czechosłowacja | 1:01:33,5 |

#### Sztafeta 4×5km
- Data 22 lutego 1985

| Medal | Zawodnik                                                                | Narodowość     | Wynik     |
| ----- | ----------------------------------------------------------------------- | -------------- | --------- |
|       | Tamara Tichonowa Raisa Smietanina Lilija Wasilczenko Anfisa Romanowa    | ZSRR           | 1:04:50,1 |
|       | Anette Bøe Anne Jahren Grete Ingeborg Nykkelmo Berit Aunli              | Norwegia       | 1:04:58,8 |
|       | Manuela Drescher Gaby Nestler Antje Misersky Ute Noack                  | NRD            | 1:05:57,0 |
| 4     | Pirkko Määttä Jaana Savolainen Marja-Liisa Kirvesniemi Marjo Matikainen | Finlandia      | 1:06:33,0 |
| 5     | Dagmar Švubová Alžběta Havrančíková Věra Klimková Gabriela Svobodová    | Czechosłowacja | 1:07:02,2 |
| 6     | Karin Thomas Annelies Lengacher Martina Schönbächler Evi Kratzer        | Szwajcaria     | 1:07:50,2 |
| 7     | Karin Lamberg Marie Risby Annika Dahlman Marie Johansson                | Szwecja        | 1:09:23,2 |
| 8     | Klara Angerer Germana Sperotto Paola Pozzoni Guidina Dal Sasso          | Włochy         | 1:10:10,7 |

## Klasyfikacja medalowa dla konkurencji biegowych MŚ
| #  | Reprezentacja | Złoto | Srebro | Brąz | Razem |
| -- | ------------- | ----- | ------ | ---- | ----- |
| 1. | Norwegia      | 4     | 3      | 4    | 11    |
| 2. | Szwecja       | 2     | 1      | 1    | 4     |
| 3. | Finlandia     | 1     | 2      | 1    | 4     |
| 4. | ZSRR          | 1     | 0      | 0    | 1     |
| 5. | Włochy        | 0     | 2      | 1    | 3     |
| 6. | NRD           | 0     | 0      | 1    | 1     |